# Tritocosmia paradoxa
Tritocosmia paradoxa là một loài bọ cánh cứng trong họ Cerambycidae.